# كليفورد دبليو. كراوتش
كليفورد دبليو. كراوتش (بالإنجليزية: Clifford Crouch)‏ هو سياسي أمريكي، ولد في 7 مايو 1945 في الولايات المتحدة. حزبياً، نشط في الحزب الجمهوري. وقد انتخب عضو جمعية ولاية نيويورك.

## وصلات خارجية
- الموقع الرسمي